# Podul Elisabeta din Komárom
Podul Elisabeta (în maghiară Erzsébet híd, în  slovacă Alžbetín most) este un pod rutier peste Dunăre care unește orașele Komárno (Slovacia) și Komárom (Ungaria). Se află la kilometrul 1767,8 al Dunării. Podul are o lungime totală de 415 metri și o lățime de 10,8 metri și este format din patru segmente egale în formă de semilună. Capătul podului de pe malul stâng al Dunării se află pe insula Elisabeta.
Podul Elisabeta a fost construit între 1891 și 1892 și a fost inaugurat la 1 septembrie 1892. Orașele Komárno și Komárom, aflate pe maluri opuse ale Dunării, formau în acea perioadă un singur oraș (Komárom), care a fost divizat în urma Tratatului de la Trianon (1920).
Pe acest pod se află punctul de pornire al autostrăzii ungare 13 către orașul Kisbér și al drumului național slovac 64 către orașul Nitra. Potrivit acordurilor internaționale, podul este o proprietate comună indivizibilă a Ungariei și a Slovaciei. Cele două țări plănuiesc construirea unui nou pod pentru a degreva o parte din circulația pe acest pod și a devia traficul rutier din centrul orașului.

## Istoric

### Construcția podului

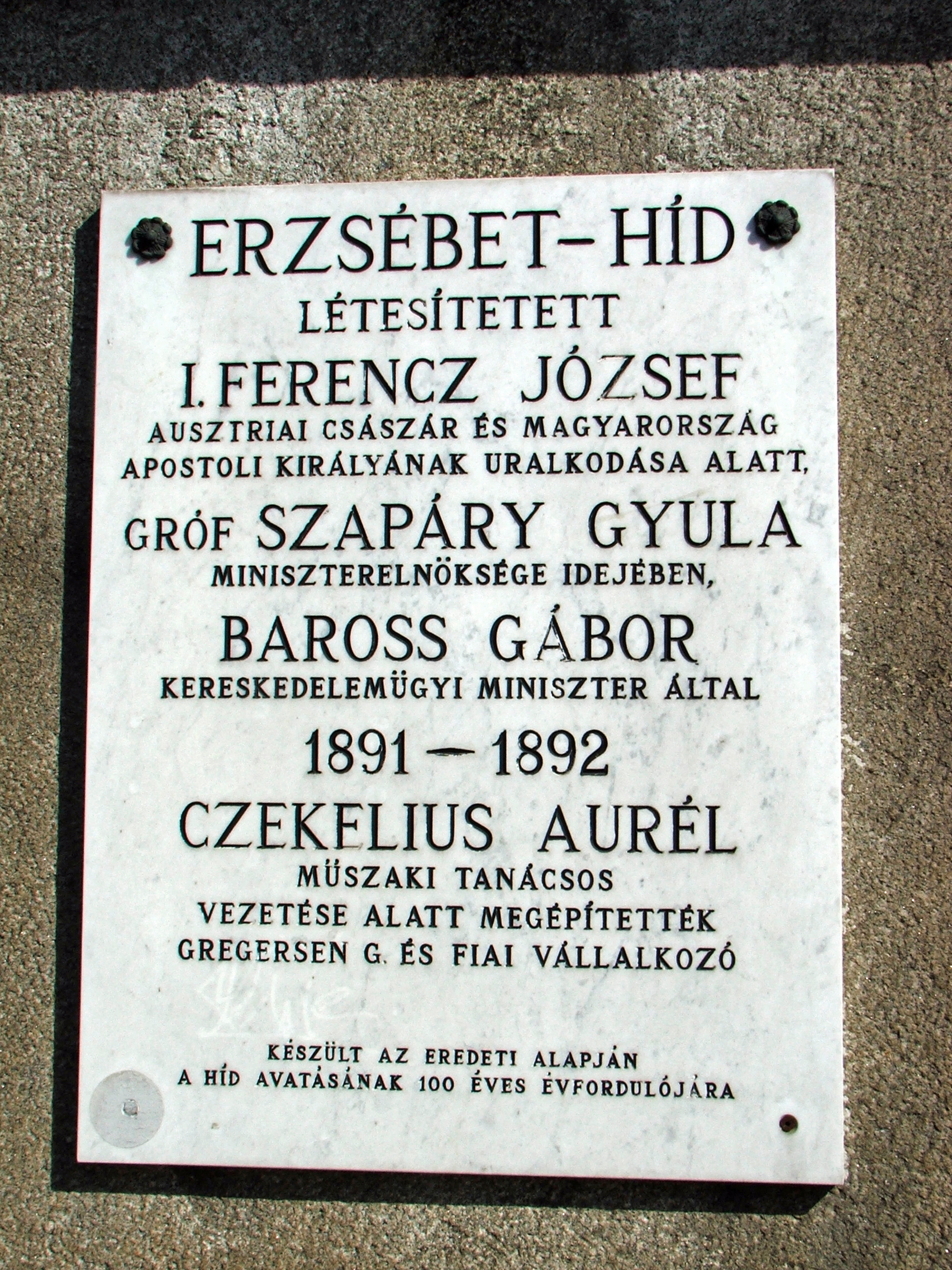
Placă memorială a construcției podului Elisabeta

Între orașul Komárom și malul drept al Dunării a fost construit în 1589 un pod de pontoane. Cu toate acestea, el a putut fi folosit doar o scurtă perioadă de timp, deoarece sloiurile de gheață care pluteau pe Dunăre au făcut imposibilă construirea unui pod permanent cât timp tehnologia de construcție a podurilor nu era suficient de dezvoltată. Această situație a durat până în 1891. Podul Elisabeta a fost primul pod mare din Ungaria care a fost construit de meșteri maghiari după un proiect maghiar. Planurile au fost alcătuite de prestigiosul proiectant maghiar de poduri János Feketeházy. Podul a fost construit între anii 1891 și 1892 și are patru deschideri (4x100 m) în formă de seceră. Licitația pentru construirea podului a fost câștigată de compania lui Gregersen Guilbrand, un antreprenor norvegian din Ungaria. Compania Gregersen și Fiii au construit podul pentru o sumă de 1.165.000 de florini; podul a fost inaugurat în ziua de 1 septembrie 1892 și a primit numele reginei Elisabeta.
Componentele structurale sudate au fost fabricate de compania Magyar Királyi Államvasutak Gépgyárában (MÁVAG) și cântăreau 2.225 de tone. Podul are o șosea cu lățimea de 5,8 metri pe o structură metalică din oțel, iar pe ambele părți a fost construit un trotuar cu lățimea de 2,5 metri. Fundația subacvatică a podului a fost executată pe chesoane cu adâncimea de 12 metri. Pereții fundației sunt placați cu calcar. Asamblarea podului a fost realizată prin deplasarea pe șine a elementelor portante. La momentul construirii calea de rulare era formată din grinzi de lemn așezate pe traversă. Grinzile au fost înlocuite în 1914 cu elemente prefabricate din beton armat și apoi în 1927 cu plăci monolitice din beton armat.
Pasajul suprateran de 48,4 metri a fost construit în 1892, în același timp cu podul peste Dunăre, și traversează calea ferată care se îndreaptă către gară (linia de cale ferată 1). Acest pasaj rutier a fost construit tot de Gregersen și de Magyar Államvasutak Gépgyárának. Insula Elisabeta de pe partea nordică a podului era legată în acea vreme de malul nordic printr-un pod de lemn peste Dunărea Mică. Podul din oțel peste Dunărea Mică a fost finalizat pe 21 noiembrie 1898.

### Reconstrucție și întreținere

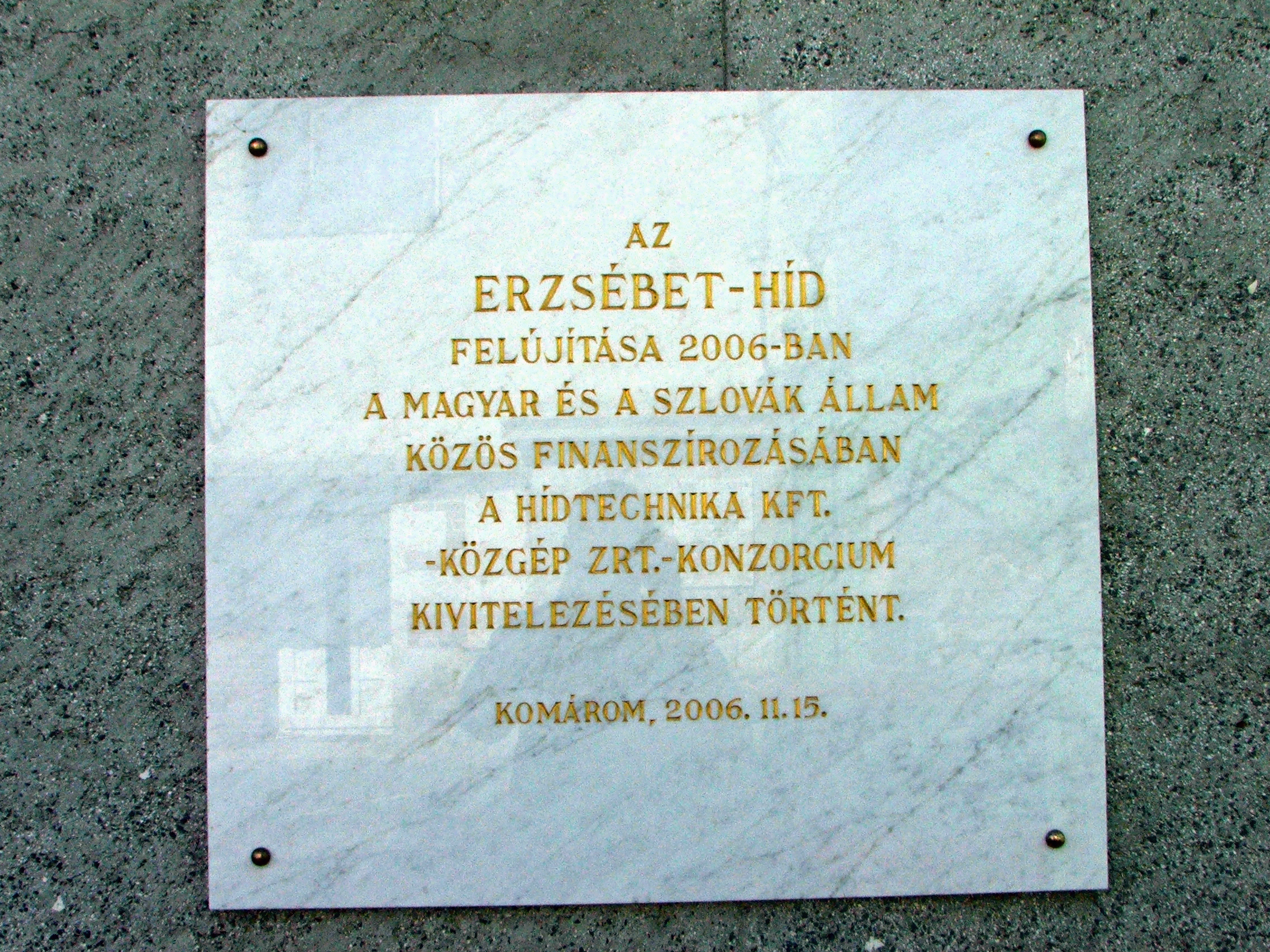
Placă memorială a lucrărilor de renovare ale Podului Elisabeta

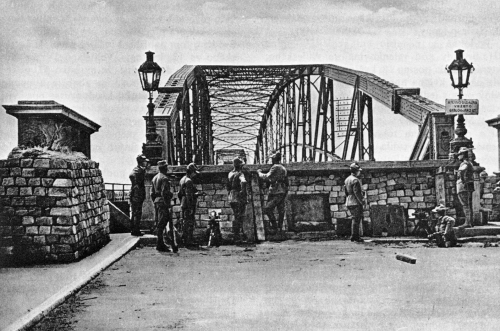
Militarii Legiunii Cehoslovace au închis accesul pe pod (1919)

Către sfârșitul celui de-al Doilea Război Mondial, trupele germane aflate în retragere au aruncat în aer cele două deschideri centrale ale podului în martie 1945. Podul a fost refăcut în 1946 din ordinul mareșalului sovietic Ivan Stepanovici Konev de către detașamentul de geniu al Armatei Roșii și companiile industriale din Cehoslovacia, fiind folosite piesele rămase intacte. Singura diferență a fost că a fost construită o structură din lemn între cele două deschideri intermediare. Ea a fost înlocuită abia în 1962 cu elemente prefabricate din beton armat. În 1980 planșeele din prefabricate au fost reconstruite și au fost instalate noi structuri de izolație și rosturi de dilatare.
La sfârșitul anilor 1990, din cauza deteriorării elementelor de structură, a devenit necesară efectuarea unor lucrări de renovare a podului. Anterior, a fost construit un pasaj rutier peste calea ferată Budapesta–Hegyeshalom–Rajka pe partea maghiară și a fost reconstruit pasajul de legătură peste Dunărea Mică pe partea slovacă. După reconstrucția pasajului de legătură din Komárno în 2002 și construirea pasajului rutier din Komárom în 2004 a putut începe renovarea podului Elisabeta. Lucrările de construcție au fost executate, ca urmare a procedurii de licitație publică din Uniunea Europeană, de companiile Hídtechnika Ltd. și Közgép Rt. care au creat consorțiul Komárom–Komarno 2005 Konzorcium. Costurile de construcție de 5,4 milioane de euro (1,6 miliarde de forinți) au fost suportate de cele două țări în proporții egale. Lucrările au început în iarna anului 2005, fiind consolidați pilonii prin construirea unor diguri de piatră și înlocuite elementele de izolație termică. A fost înlocuit covorul asfaltic, s-a reconstruit întreaga rețea de iluminat public și au fost refăcute trotuarele. Pentru siguranța transportului maritim au fost instalate pe pod oglinzi radar. Capacitatea maximă a podului este de 40 de tone, însă există o restricție de 20 de tone. În timpul lucrărilor, podul a fost închis temporar, pe un sens sau pe ambele sensuri. Pe 11 decembrie 2006 el a fost deschis complet traficului rutier.

### Evenimente interesante
- El este cel mai vechi pod unguresc peste Dunăre cu deschiderile extreme păstrate în forma originală.[2]
- Cele două state vor plăti alternativ, timp de zece ani, lucrările de protecție anticoroziune.
- În 2002 Muzeul György Klapka din Komárom a organizat o expoziție memorială intitulată „110 éves a komáromi Erzsébet híd” („110 de ani ai Podului Elisabeta”).
- La 21 august 2009 președintele László Sólyom al Ungariei a vrut să treacă granița ungaro-slovacă pe acest pod pentru a participa la dezvelirea unei statui a Sf. Ștefan la Komárno, dar polițiștii de frontieră slovaci i-au interzis accesul. Acest refuz a creat tensiuni în relația diplomatică dintre cele două țări.[7]

## Galerie foto

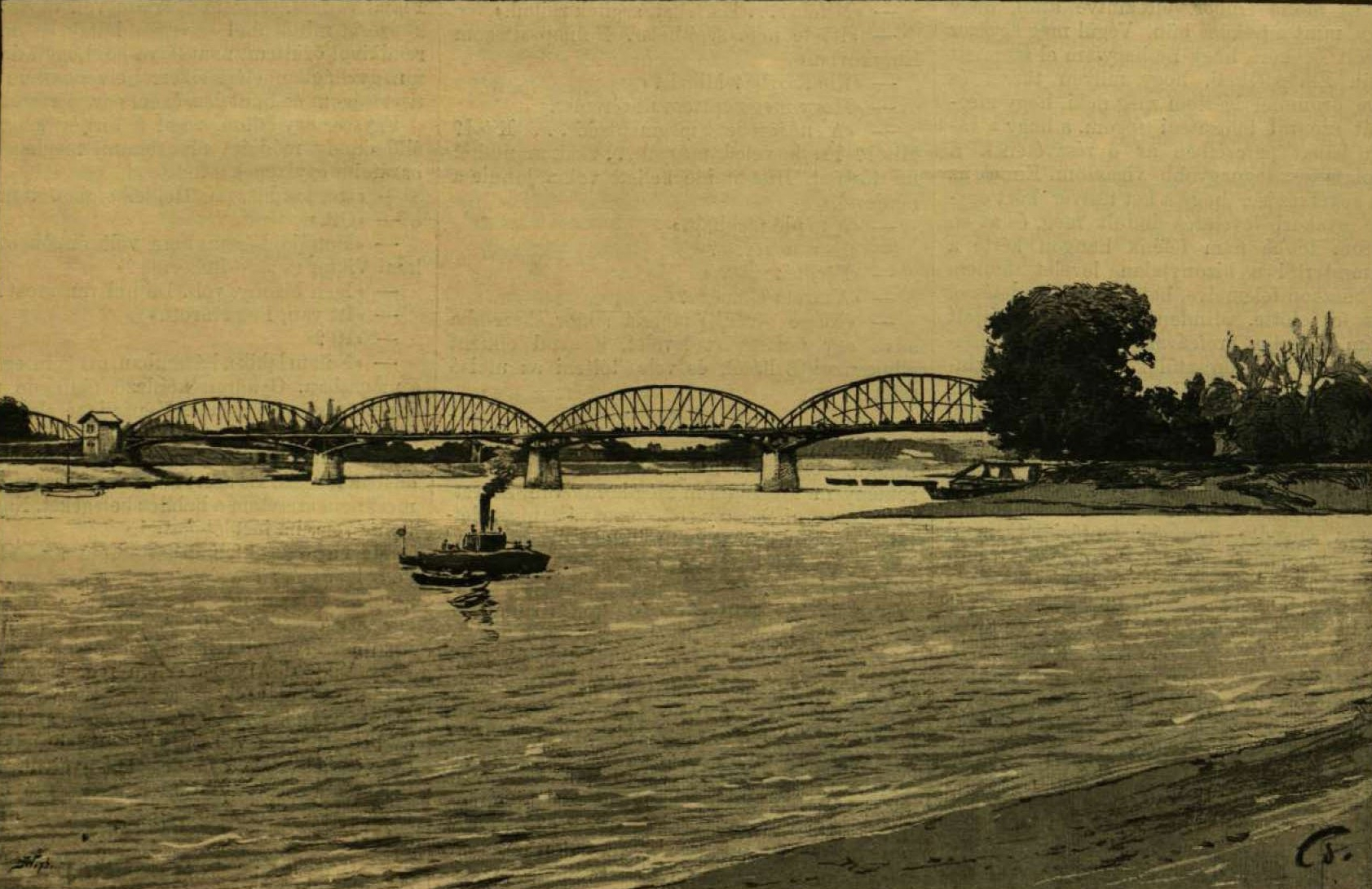
Podul în 1892
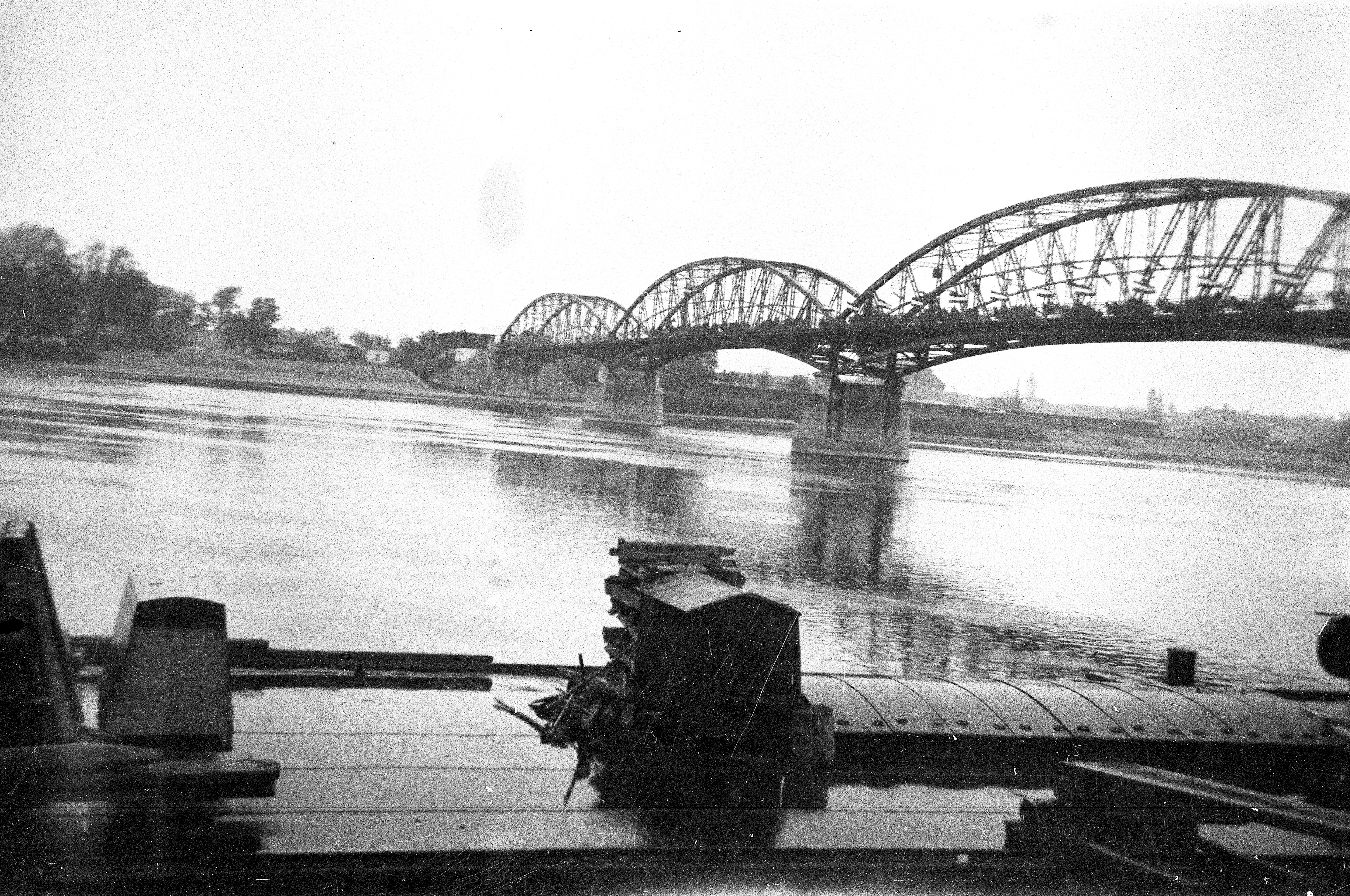
Podul în 1938
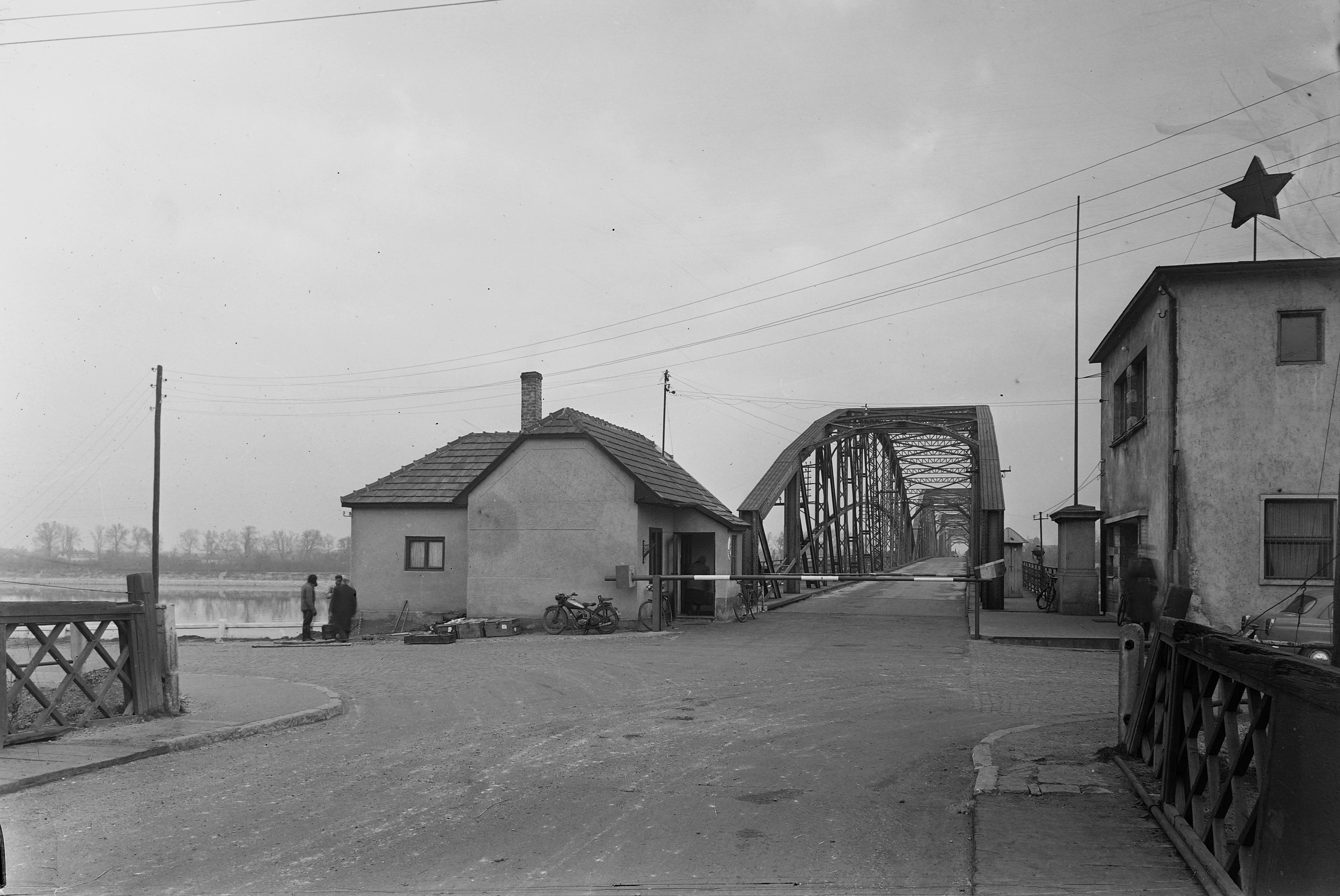
Punctul de trecere a frontierei de pe malul sudic al podului (1957)
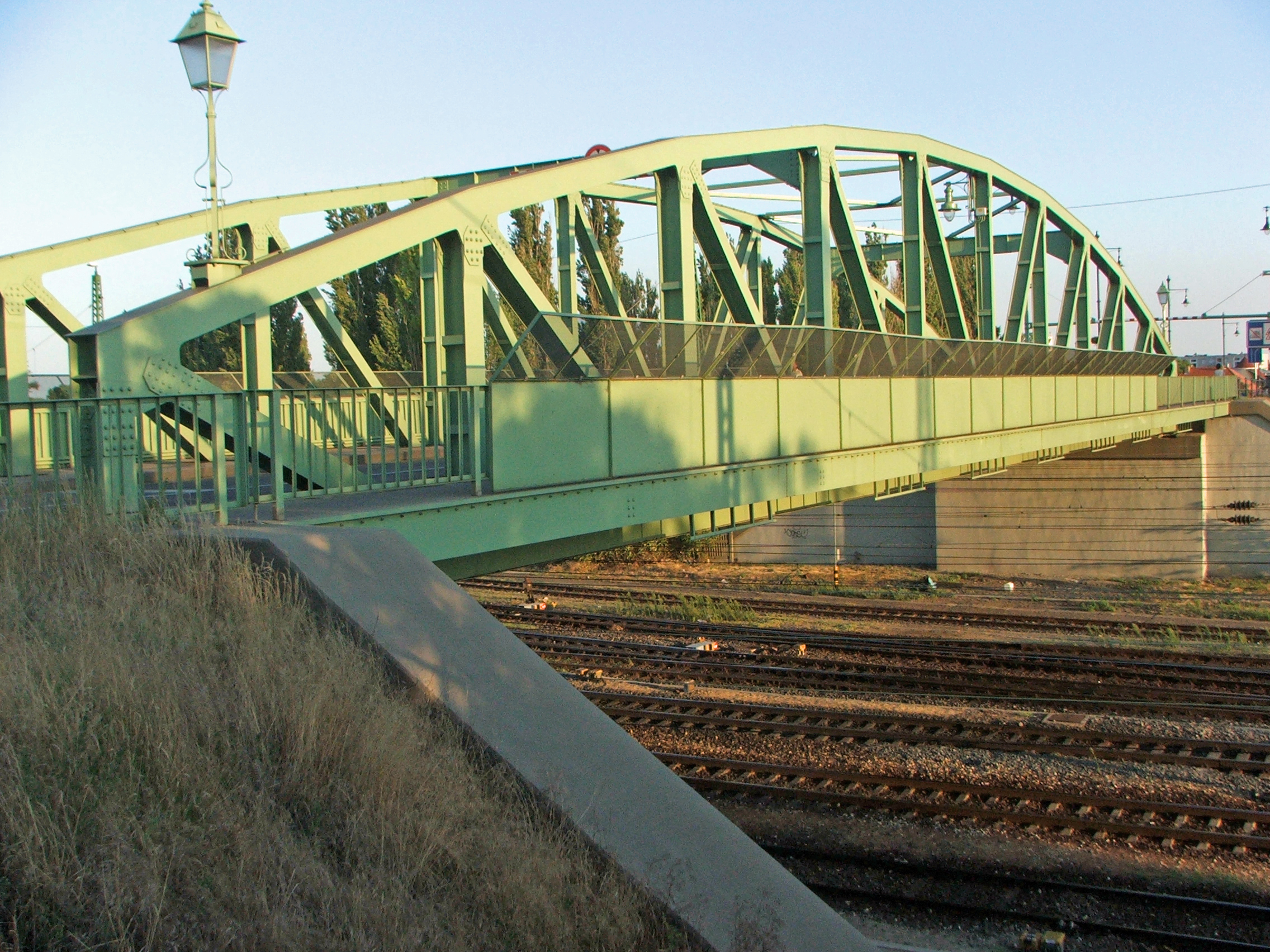
Pasajul rutier din capătul sudic al podului Elisabeta (2007)
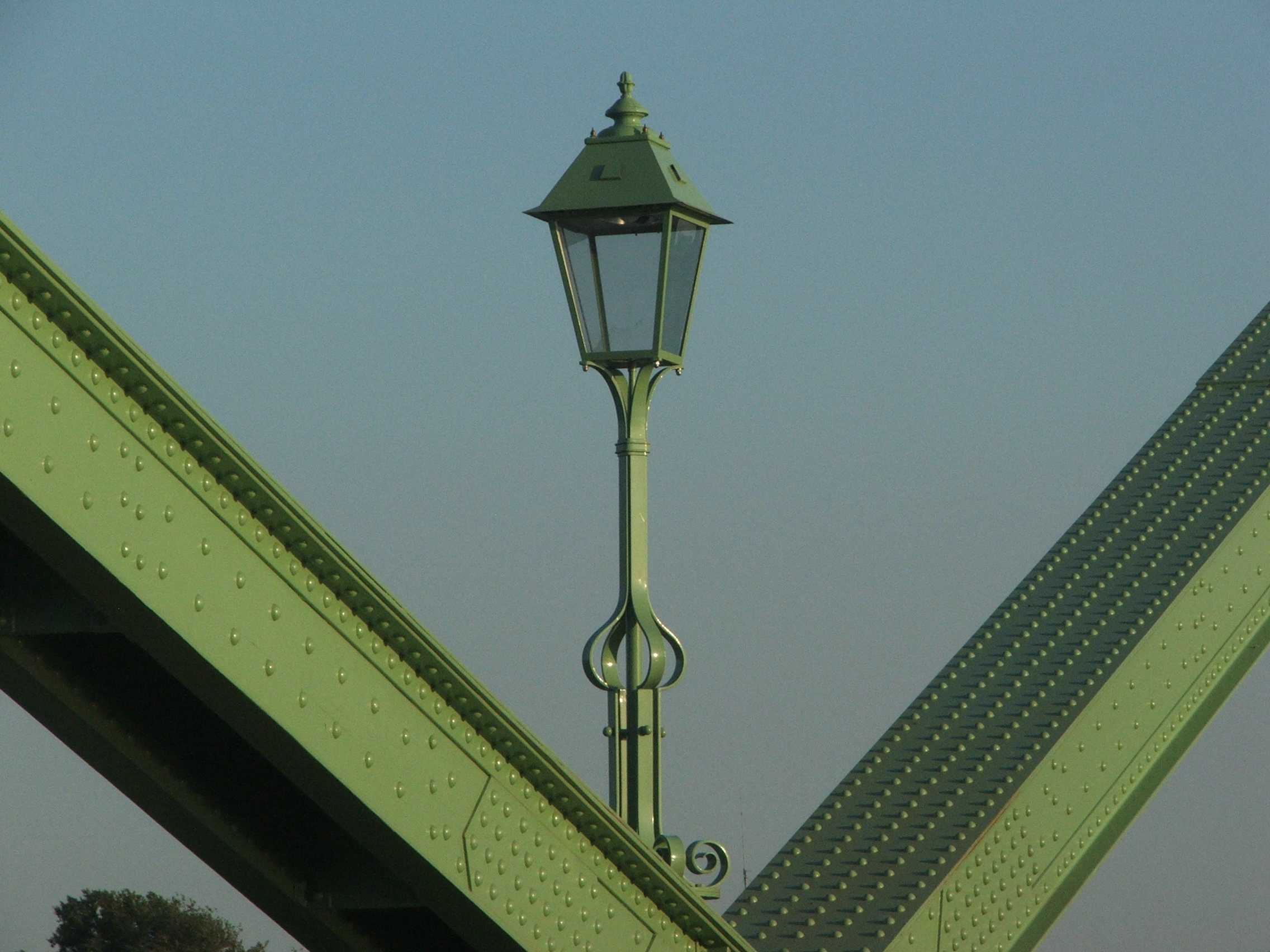
Felinar de pe podul Elisabeta
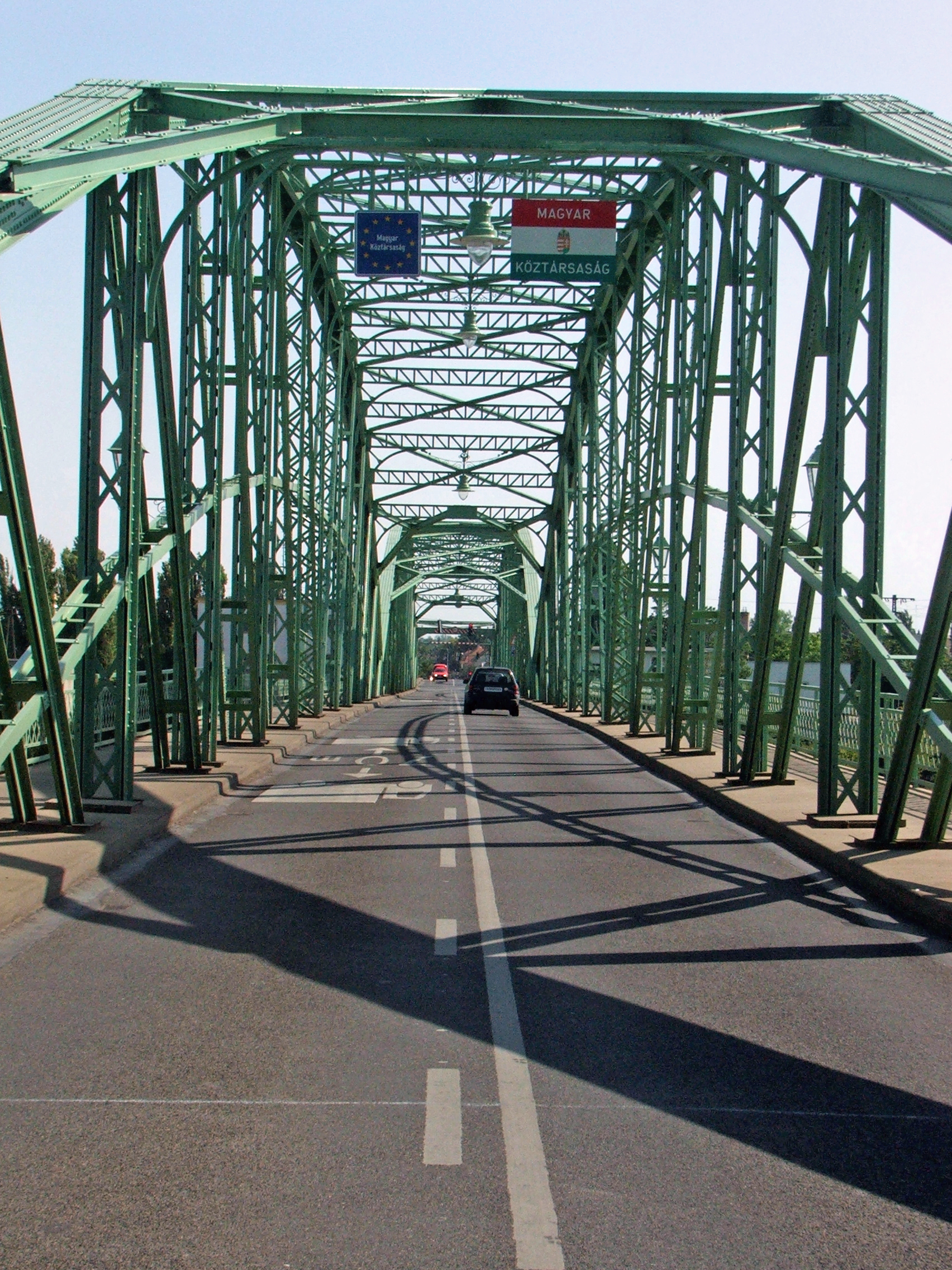
Intrarea în Ungaria
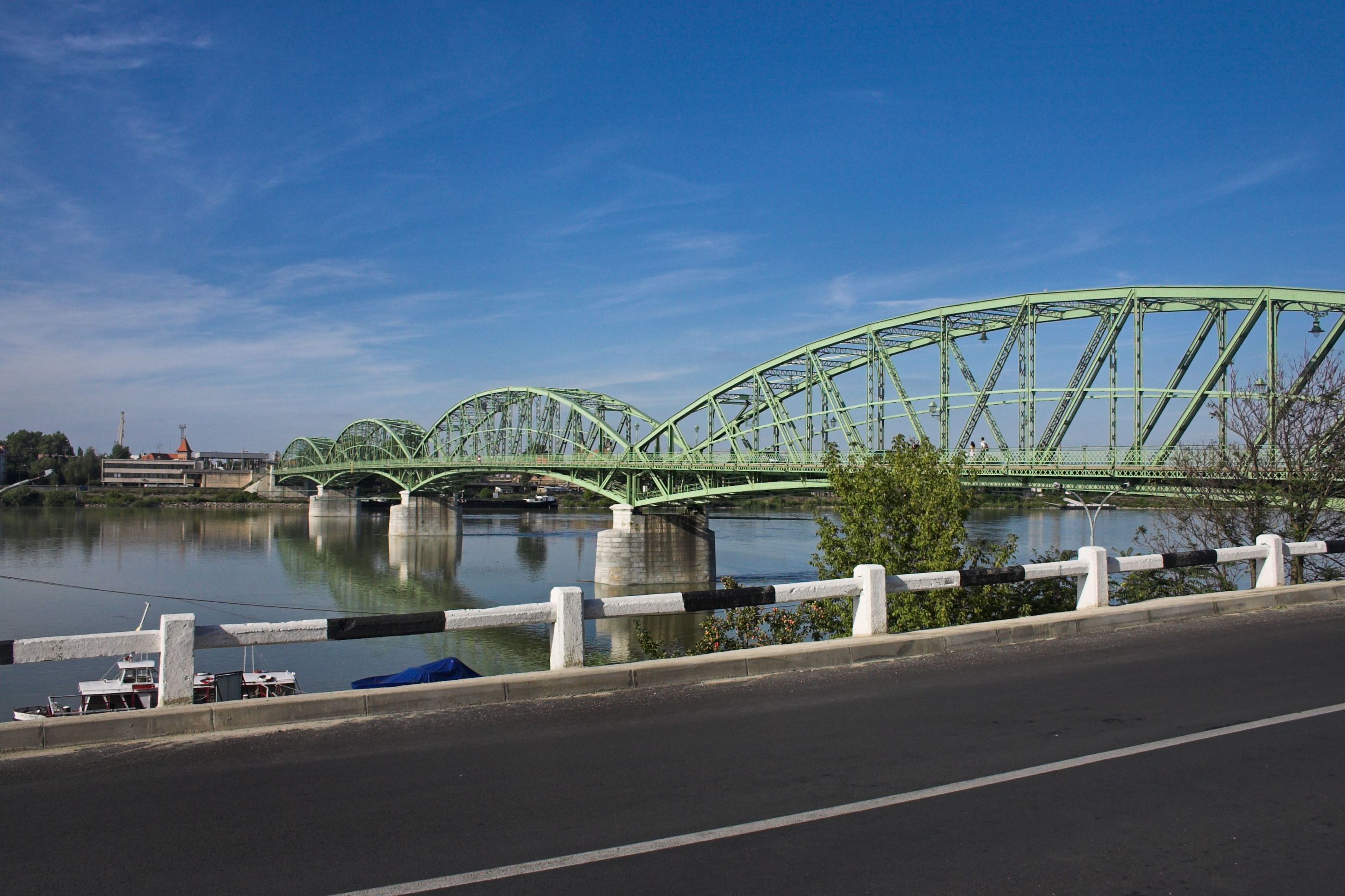
Podul Elisabeta văzut de pe malul unguresc (2008)
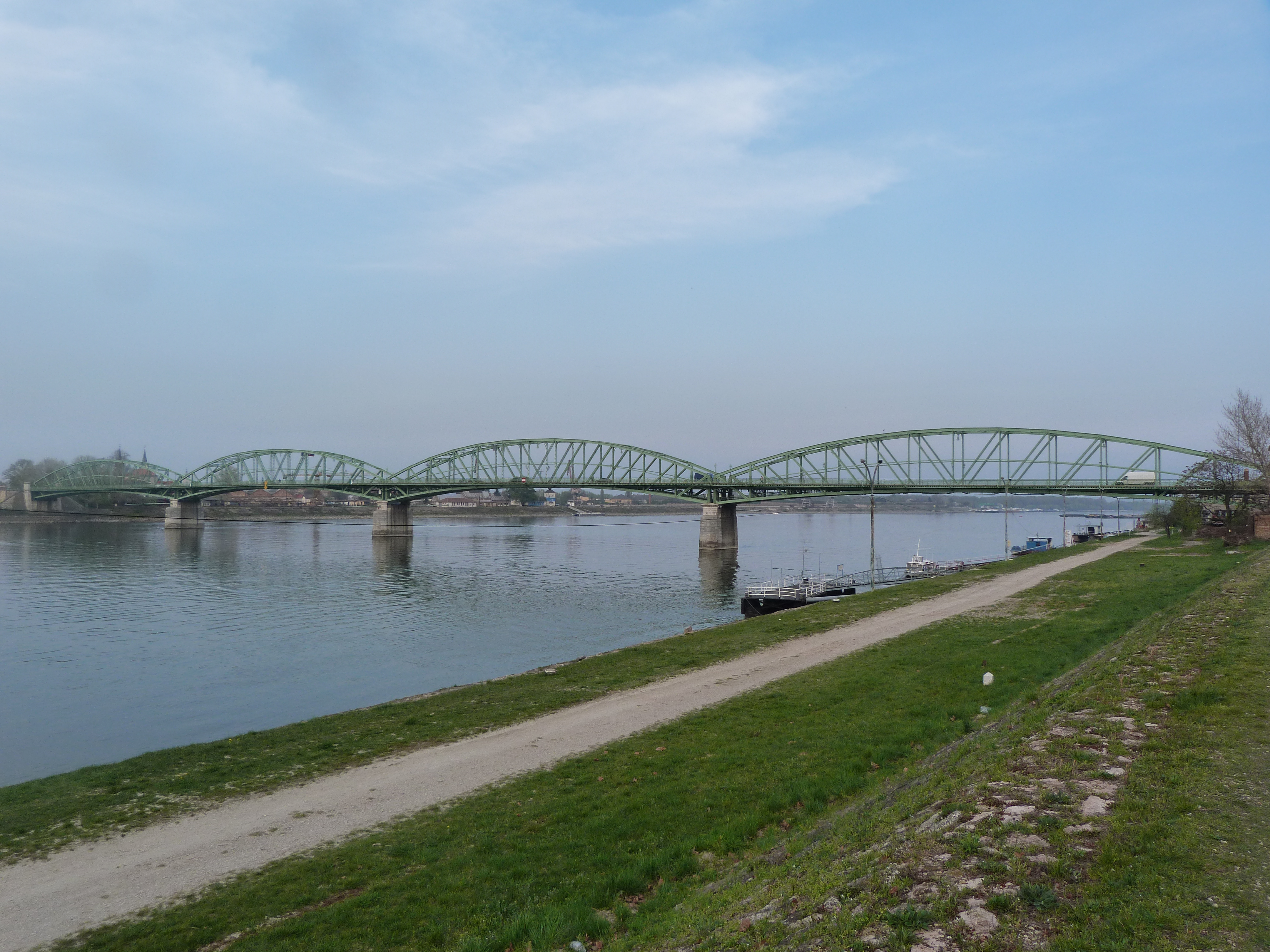
Podul Elisabeta (2014)

## Legături externe
- Duna-hidak
- Komáromi „Erzsébet” Duna-híd felújítása – Pont-Terv Mérnöki Tervező és Tanácsadó Rt.